# Chenoa (álbum)
Chenoa es el primer álbum de la cantante Chenoa, grabado en Miami, Madrid, Londres, Bratislava y Milán entre los meses de marzo y abril de 2002, después de abandonar la academia de Operación Triunfo como cuarta finalista. 
El primer sencillo fue "Atrévete", y su versión en inglés "Mystify", con un gran éxito llegando al número nº 1 en España al n.º 4 en Argentina. Pero el mayor éxito del álbum llegó con el segundo sencillo, "Cuando tú vas", que fue de inmediato n.º 1 en España y un auténtico boom ya que no había fiesta que se preciara sin que sonara esta canción, el sencillo afianzó mucho más a Chenoa en la música e incrementó notablemente las ventas del álbum. Los siguientes sencillos fueron "Yo te daré" (promocional), "El centro de mi amor" y "Desnuda frente a ti". Hizo una gira en 2002 de setenta fechas en solitario y unas 40 con su excompañero sentimental y de concurso David Bisbal. Las ventas del disco superan las 700 mil copias mundiales.

## Pistas musicales
1. "Yo te daré" (Vanessa Downing) - 3:06
2. "Atrévete'" (Chris Anderson, Debra Andrew) - 3:14
3. "El centro de mi amor" (William Luque) - 3:47
4. "Oye, mar (Canção do Mar) (Joaquim F. Brito, Ferrer Trindade) - 4:50
5. "Love story" (Par Astron, Bagge Anders, Reed Vertelney) - 3:54
6. "Una mujer" (I'm a Woman) (Aldo Nova, Reed Vertelney) - 3:53
7. "Cuando tú vas" (Luque) - 3:18
8. "Quiero ser" (Luque, Kiko Velázquez) - 3:22
9. "El alma en pie" (a dúo con David Bisbal) (Jose Abraham) - 4:08
10. "El tiempo que me das" (Alicia Arguiñano, Maribí Etxaniz) - 3:53
11. "Desnuda frente a ti" (You Bring out the Best in Me) (Aberg, Rein, Sela) - 3:45
12. "Chenoa" (Laura Corradini, Sebastián Heredia) - 4:25
13. "Chicas solas" (Girls Night Out) (Mehyer, Olafsdottir) - 3:18
14. "'Mystify" (Anderson, Andrew) - 3:15

## Sencillos
| Canción                | Pos.España    | Pos.Argentina |
| ---------------------- | ------------- | ------------- |
| 1.Atrévete             | #1            | #4            |
| 2.Cuando tú vas        | #1            | —             |
| 3.Yo te daré           | #18           | —             |
| 4.El centro de mi amor | #28           | —             |
| 5.Desnuda frente a ti  | (promocional) | —             |

## Listas

### Semanales
| País   | Lista           | Primera semana | Posición de ingreso | Mejor posición | Semanas en la mejor posición | Semanas en la lista | Última semana |
| ------ | --------------- | -------------- | ------------------- | -------------- | ---------------------------- | ------------------- | ------------- |
| Europa |                 |                |                     |                |                              |                     |               |
| España | Top 100 álbumes | 27/05/2002     | 2                   | 2              | 1                            | 61                  | 06/06/2004    |

### Anuales
2002
| País   | Lista         | Posición |
| ------ | ------------- | -------- |
| Europa |               |          |
| España | Top 20 Albums | 9        |

### Certificaciones
| País   | Proveedor  | Año  | Certificación | Copias certificadas |
| Europa |            |      |               |                     |
| España | Promusicae | 2003 | 4 x Platino   | 400.000             |